# San Mateo Tepantepec
San Mateo Tepantepec är en ort i Mexiko.   Den ligger i kommunen Santa María Peñoles och delstaten Oaxaca, i den sydöstra delen av landet, 300 km sydost om huvudstaden Mexico City. San Mateo Tepantepec ligger 2 413 meter över havet och antalet invånare är 306.
Terrängen runt San Mateo Tepantepec är lite bergig. Runt San Mateo Tepantepec är det ganska glesbefolkat, med 29 invånare per kvadratkilometer. Närmaste större samhälle är San Miguel Peras, 7,6 km söder om San Mateo Tepantepec. I omgivningarna runt San Mateo Tepantepec växer i huvudsak blandskog.